# SkyTeam (Fluggesellschaft)
Die SkyTeam Luftfahrtunternehmen GmbH (auch ECCS Air Cargo Service) war eine deutsche Fluggesellschaft mit Sitz in Kelsterbach.

## Geschichte und Flugziele
Die Gründung der SkyTeam erfolgte im November 1997 und ab April des darauffolgenden Jahres führte die Gesellschaft für DHL mit einer ersten Fokker F-27-500 Frachtflüge durch. Im Juli 1998 stieß dann eine zweite F-27-500 in Passagierkonfiguration zur Flotte hinzu, bevor SkyTeam im März 1999 der European Regions Airline Association beitrat. Gegen Oktober erhielt das Unternehmen eine dritte F-27-500 in Frachtkonfiguration und so transportierte man zum Beispiel im Auftrag des Bundesverteidigungsministeriums für die KFOR Militärpost zwischen Deutschland und Mazedonien; für DHL wurden Leipzig, London, Paris und Köln/Bonn bedient. Der zu diesem Zeitpunkt eigentlich angedachte Einsatz einer CASA CN-235 in Quick-Change-Konfiguration, auf die später eine CASA C-295 folgen sollte, musste man seitens der SkyTeam verwerfen, da sich der Hersteller weigerte, die für den Einsatz im deutschen Luftraum nötigen Modifikationen unentgeltlich vorzunehmen.
Im April des Jahres 2000 gestattete man der neugegründeten, unabhängigen SkyTeam-Allianz die parallele Verwendung des gleichlautenden Markenauftritts. An Letzterem hielt die SkyTeam Luftfahrtunternehmen GmbH in Deutschland die Namensrechte. Im Gegenzug stellte die Allianz eine Kooperation auf europäischen Regionalflugstrecken in Aussicht, für die der Einsatz zusätzlicher Flugzeuge angedacht war. Ungeachtet dessen meldete SkyTeam im Oktober beim Europäischen Amt für Geistiges Eigentum die Marke „Magic Airways – Quality Airlift“ an, wenngleich diese bis zur Betriebseinstellung der Gesellschaft keine Verwendung mehr finden sollte. Gegen Ende desselben Jahres verlagerte man den bereits zuvor bestehenden, hauseigenen Instandhaltungsbetrieb an den Flughafen Karlsruhe/Baden-Baden, nachdem der vorhandene Platz in Frankfurt zu gering geworden war.
Mitte 2001 erhielt SkyTeam ihre erste ATR 72-200, die ab September im operativen Flugbetrieb eingesetzt wurde. Zeitweilig wurde auch eine zweite, ebenso von der European Air Express gemietete ATR 72 eingesetzt.
Zwischen März und Dezember 2002 wurde der Flugbetrieb eingestellt und die Gesellschaft später wegen Vermögenslosigkeit von Amts wegen aus dem Handelsregister gelöscht.

## Flotte

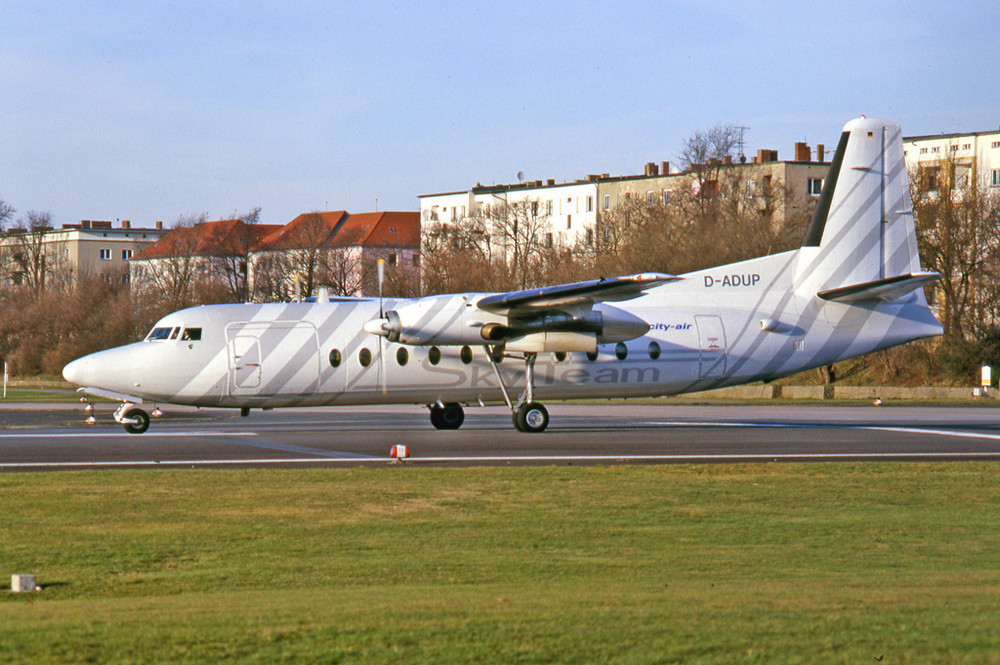
Fokker F-27-500 der SkyTeam im Einsatz für City-air Germany

Die Flotte der SkyTeam setzte sich aus den nachstehenden fünf Maschinen zusammen; eine sechste, für die Übergabe bereits vorbereitete Fokker F-27-200 wurde aufgrund der Betriebseinstellung nicht mehr abgenommen:
| Flugzeugtyp                | Anzahl | Luftfahrzeugkennzeichen | Indienststellung | Anmerkung                         |
| -------------------------- | ------ | ----------------------- | ---------------- | --------------------------------- |
| ATR 72-212                 | 2      | D-ACCC                  | 2001             | von European Air Express gemietet |
| ATR 72-212                 | 2      | D-ADDD                  | 2001             | von European Air Express gemietet |
| Fokker F-27-500 Friendship | 3      | D-ACCS                  | 1998             |                                   |
| Fokker F-27-500 Friendship | 3      | D-ACCT                  | 1999             |                                   |
| Fokker F-27-500 Friendship | 3      | D-ADUP                  | 1998             |                                   |
| Gesamt                     | 5      |                         |                  |                                   |